# Библиотека имени Ленина (станция метро)
«Библиоте́ка и́мени Ле́нина» — станция Сокольнической линии Московского метрополитена. Расположена между станциями «Охотный Ряд» и «Кропоткинская».
Находится на границе Тверского района и района Арбат Центрального административного округа Москвы. Является частью единственного в московском метро четырёхстанционного пересадочного узла «Александровский сад — Арбатская — Библиотека имени Ленина — Боровицкая».
Расположена под Моховой улицей, параллельно комплексу зданий Российской государственной библиотеки, по которой и получила название.

## История и происхождение названия
Станция открыта 15 мая 1935 года в составе первого пускового участка Московского метрополитена из 13 станций — «Сокольники» — «Парк культуры» с ответвлением «Охотный Ряд» — «Смоленская».
В 1991 году станцию предлагалось переименовать в «Моховую» по одноимённой улице.
Станция получила название по расположенной здесь Российской государственной библиотеке (до 1992 года — Государственная библиотека СССР имени В. И. Ленина) — крупнейшей библиотеке страны.

Станция «Библиотека имени Ленина» на почтовых марках СССР
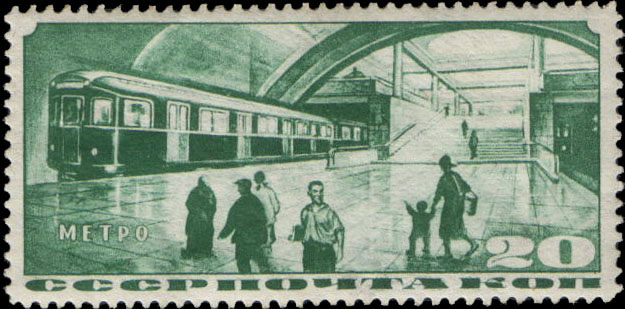
Почтовая марка СССР «Первоначальный проект станции „Библиотека имени В. И. Ленина“» (1935)

## Вестибюли и пересадки
Станция входит в состав крупнейшего пересадочного узла в Москве и является пересадочной на станции «Арбатская» Арбатско-Покровской линии, «Александровский сад» Филёвской линии и «Боровицкая» Серпуховско-Тимирязевской линии.
Пересадка на станции «Арбатская» и «Александровский сад» осуществляется через восточный аванзал, а также через лестницу в центре зала. Через них же осуществляется выход в совмещённые вестибюли (наземный и подземный) станций «Александровский сад» и «Библиотека имени Ленина». Через западный аванзал станция соединяется со станцией «Боровицкая», а также с наземным вестибюлем, расположенным рядом со зданием Российской государственной библиотеки. Он также является совмещённым.
Формально ни один из вестибюлей пересадочного узла не считается вестибюлем станции «Библиотека имени Ленина».

## Техническая характеристика
Тип станции — односводчатая, построенная закрытым способом глубиной 12 м. Согласно строительным нормам и правилам, закрытый способ строительства означает глубокое заложение. Первая односводчатая станция в Москве. Сооружена по индивидуальному проекту горным способом с отделкой из монолитного бетона. Посадочный зал перекрыт единым сводом (такая конструкция была впервые применена именно на этой станции). Толщина грунта над сводом составляет 2—3,5 метра. Длина станции — 160 метров, горизонтальное сечение станции — 19,8 метра, поперечное — 11,7 метра.

## Оформление
Путевые стены отделаны жёлтой керамической плиткой и жёлтым мрамором (мраморные пилястры скрывают опоры арок свода). С момента открытия покрытие платформы было асфальтовым, затем заменено на серый гранит. Городская легенда о паркете на платформе в день открытия не подтверждается ни одним документальным источником. Свод оформлен кессонами. Станция освещается круглыми светильниками. В восточном аванзале находится мозаичный портрет В. И. Ленина (художник Г. И. Опрышко, 1964 год), который представляет собой зеркальное повторение акварели художника Н. А. Андреева 1922 года.
В облицовке станции можно увидеть древние окаменелости, о которых А. Е. Ферсман писал в книге «Занимательная минералогия»:
… а на лестнице к платформе в красноватом крымском мраморе мы видим окаменелые улитки, ракушки — остатки жизни каких-то древних южных морей, покрывавших много десятков миллионов лет тому назад весь Крым и Кавказ.

Мозаичный портрет В. И. Ленина. Художник Г. И. Опрышко. 1965 год[13]. 16 июня 2012 года.
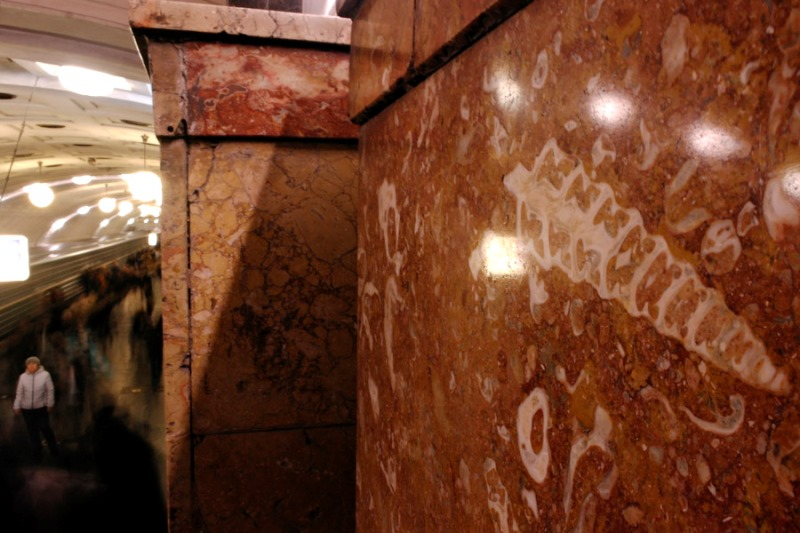
Окаменелости в облицовке при входе на станцию.

## Наземный общественный транспорт
На этой станции можно пересесть на следующие маршруты городского пассажирского транспорта:
- Автобусы: м1, м2, м6, м7, м9, е10, н2, н11

## Станция в цифрах
- Код станции — 011.
- В 2002 году пассажиропоток по вестибюлям станции составлял 14 850 человек в сутки[15], пересадочные пассажиропотоки: с «Боровицкой» — 190 тысяч человек, с «Арбатской» — 44 тысяч, с «Александровским садом» — 84 тысяч. Таким образом, в 2002 году станцией пользовалось ежедневно не менее 350 тысяч человек.
- Время открытия станции для входа пассажиров в 5 часов 30 минут, время закрытия станции в 1 час ночи[16]. Во время репетиций или самого Парада Победы выход со станции в город осуществляется строго по спецпропускам Минобороны РФ, во время прохождения колонн военной техники, уходящей с Красной площади через Моховую улицу и Воздвиженку, также закрыт вход на станцию.
- Таблица времени прохождения первого поезда через станцию[17]:

| По чётным числам                  | Будние дни | Выходные дни |
| По нечётным числам                | Будние дни | Выходные дни |
| В сторону станции «Охотный Ряд»   | 05:56:00   | 05:56:00     |
| В сторону станции «Охотный Ряд»   | 05:56:00   | 05:56:00     |
| В сторону станции «Кропоткинская» | 05:42:00   | 05:42:00     |
| В сторону станции «Кропоткинская» | 05:42:00   | 05:42:00     |

## Галерея

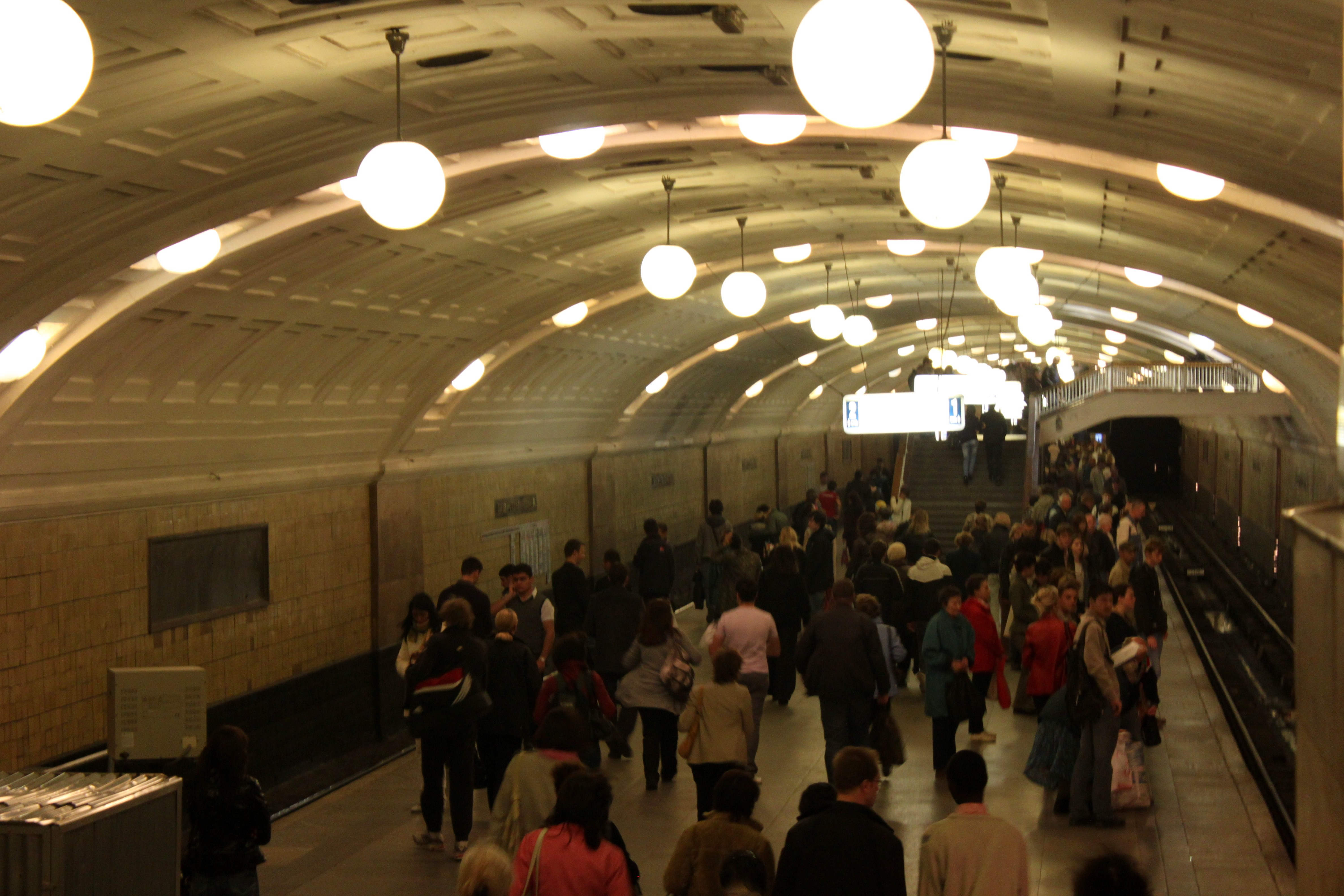
Центральный зал станции
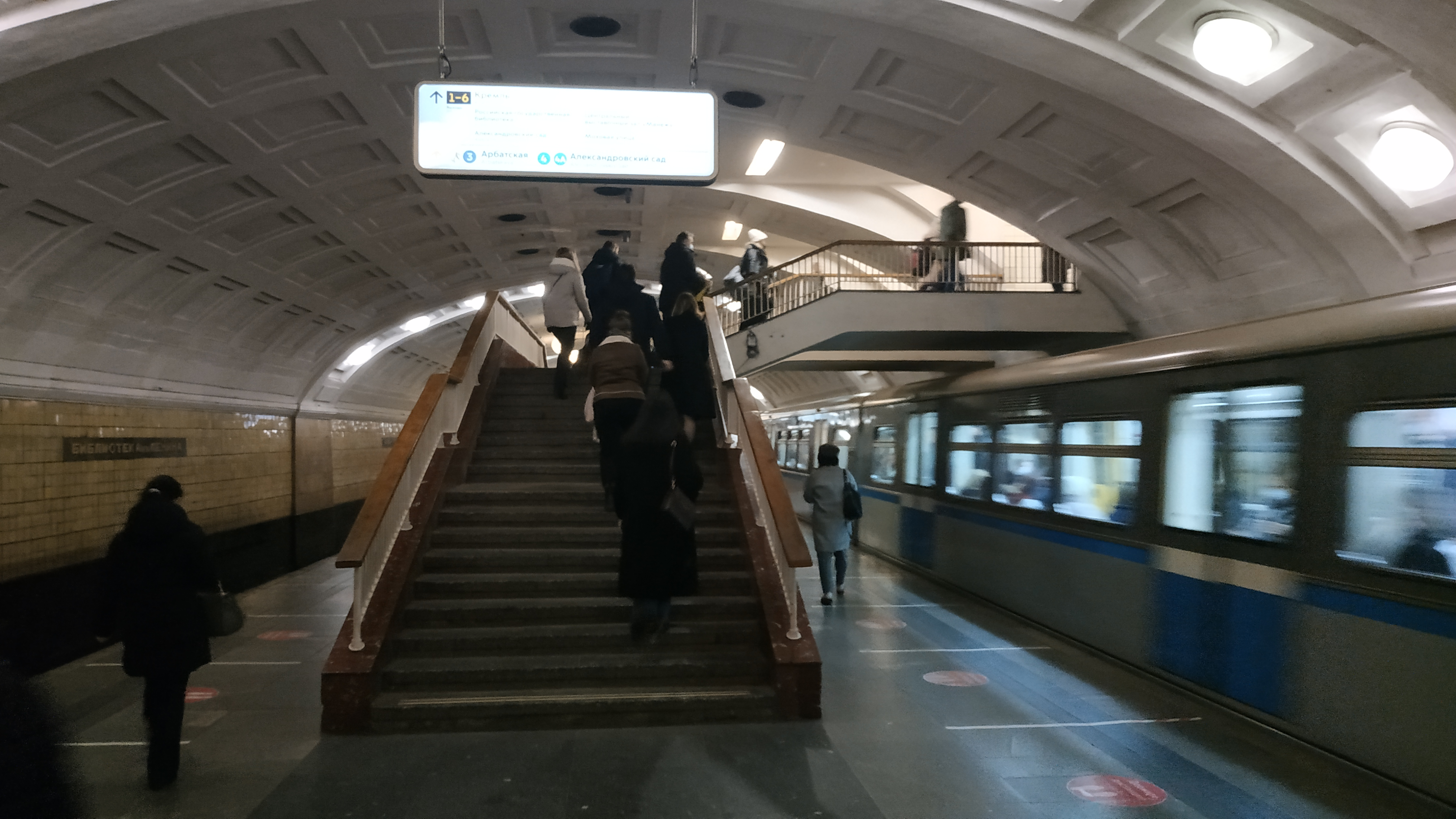
Лестница в центре зала. 8 ноября 2021 года
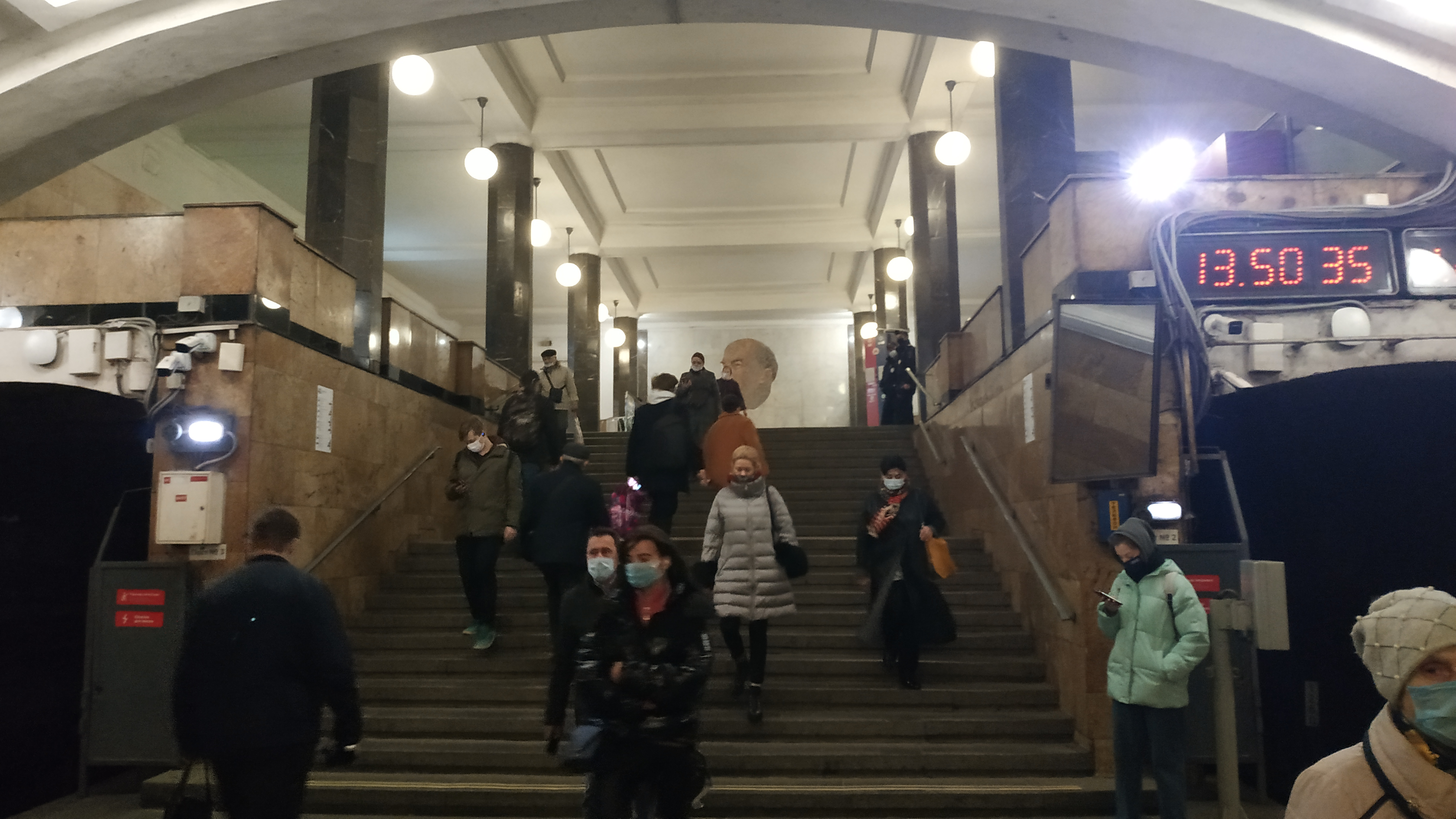
Лестница северного аванзала. 8 ноября 2021 года
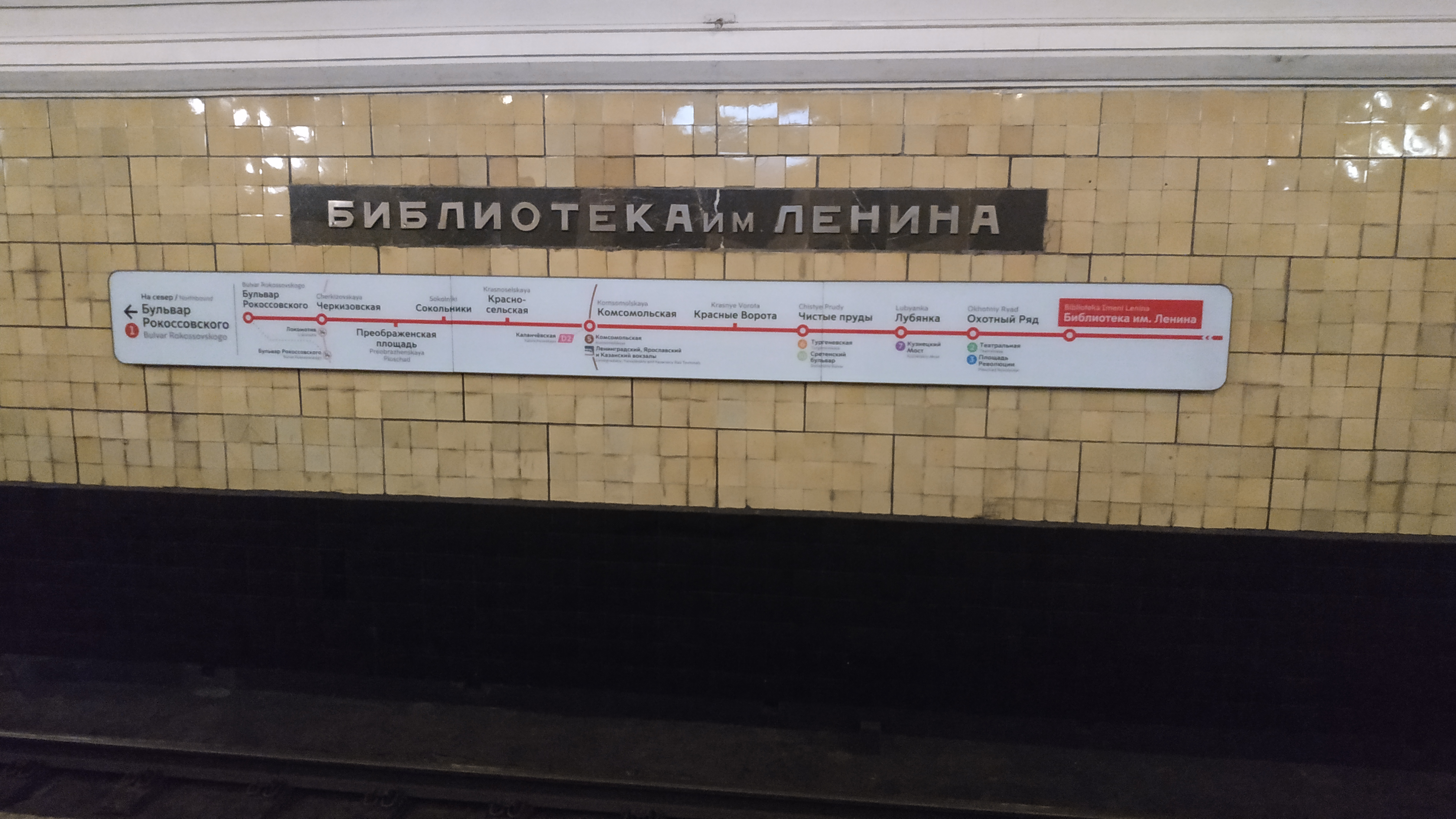
Путевая стена с названием станции и схемой линии. 8 ноября 2021 года
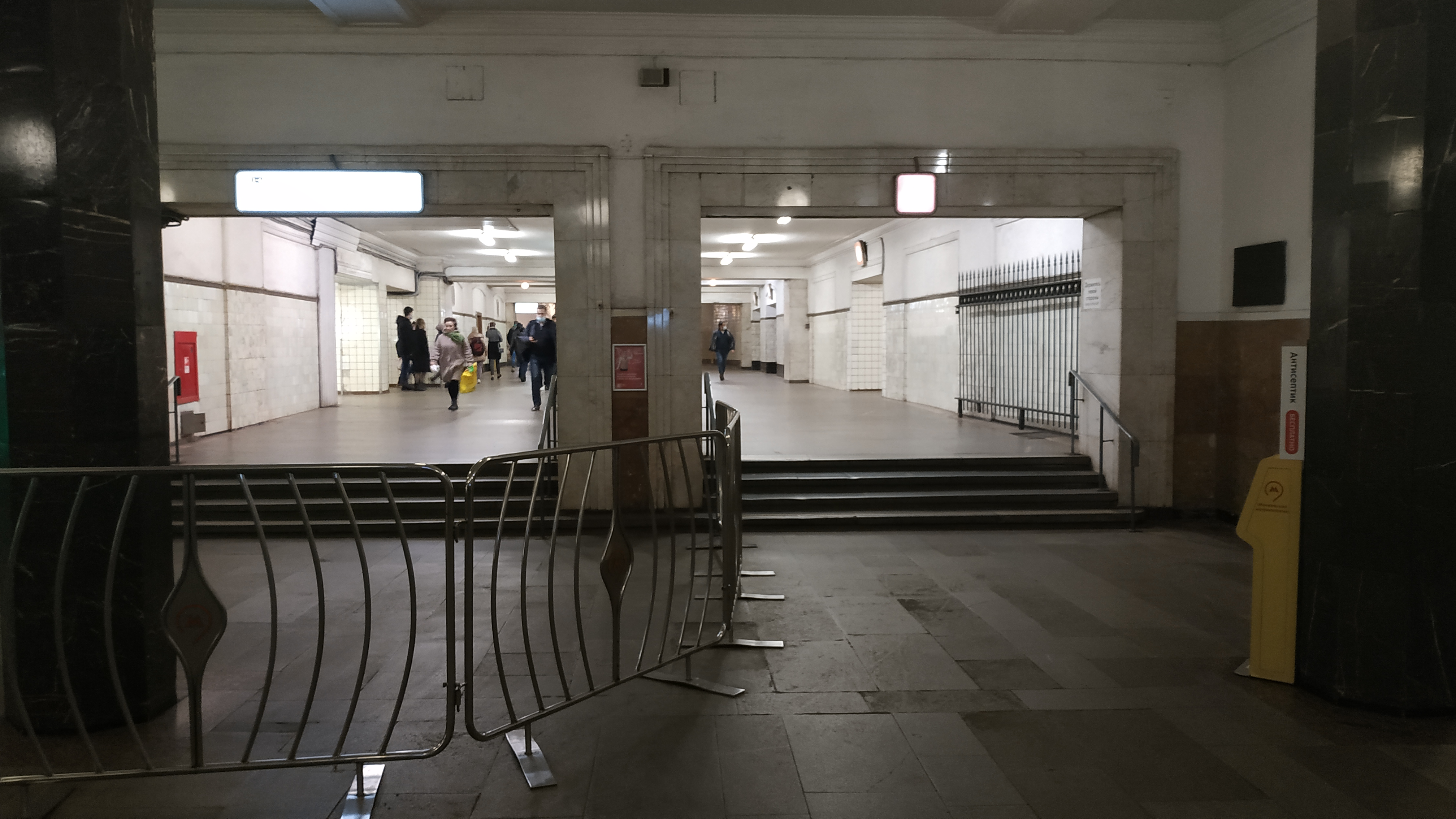
Переход на «Арбатскую» и «Александровский сад» из северного аванзала. 8 ноября 2021 года